# Pelochares ryukyuensis
Pelochares ryukyuensis är en skalbaggsart som beskrevs av Satô 1966. Pelochares ryukyuensis ingår i släktet Pelochares och familjen lerstrandbaggar. Inga underarter finns listade i Catalogue of Life.